# Рябцево (городской округ Домодедово)
Рябцево — деревня в границах городского округа Домодедово Московской области. Входит в состав Краснопутьского административного округа. Районный центр — город Домодедово, находится в 10,9 км к северо-западу от деревни. Деревня Рябцево вплотную граничит с деревней Буняково.
Рядом с деревней протекает река Гнилуша.

## История
По данным писцовой книги Московского уезда 1627—1628 годов Рябцево было пустошью в едином имении с Буняково, где стоял двор помещика. Князь Василий Семенович Львов затем поставил в Рябцево двор и поселил две семьи крестьян, с тех пор Рябцево стало сельцом.
В 1707 году сельцо Рябцево было отдано князем в приданое за дочерью Стефанидой стольнику Алексею Михайловичу Ртищеву. О чём сделана запись в отказных книгах: «.. князь Василий Семенович Львов дал за дочерью Стефанидой в приданое зятю Алексею Михайловичу Ртищеву сельцо, что была пустошь Рябцово, а в нём двор вотчинников, в котором живут две семьи деловых людей»). После смерти Алексея Михайловича Ртищева Рябцево унаследовал его сын Никита Алексеевич Ртищев.
До губернской реформы Екатерины II сельцо входило в Тухачевскую волость Московского уезда, в 1781-1796 годах входило в Никитский уезд. В 1796 году Никитский уезд был упразднен, а его территория присоединена к Серпуховскому уезду. В 1802 земли бывшего Никитского уезда разделены между Подольским и Бронницким уездом и сельцо Рябцево отошло к Бронницкому уезду.
В 18 веке Рябцево находилось в приходе храма Рождества Христова в селе Кутузове.
В «Списке населенных мест …» XIX века записано: «сельцо Ряпцово (Рябцово) при колодцах располагалась по левую сторону Подольского тракта (из Бронниц в Подольск) и входило в состав Лобановской волости 4-го стана Бронницкого уезда Московской губернии».

## Население
| 2002 | 2010 |
| ---- | ---- |
| 41   | →41  |